# Taphao Kaew
Taphao Kaew (47 Ursae Majoris c) is een exoplaneet van de ster Chalawan. Hij is 45 lichtjaar van ons verwijderd en bevindt zich in het sterrenbeeld Grote Beer.

## Ontdekking
De exoplaneet werd ontdekt in 2001. Bij Chalawan was al een exoplaneet bekend onder de naam Taphao Thong (47 Ursae Majoris b).

## Karakteristieken
De omlooptijd bedraagt 2391 dagen. De planeet staat ongeveer 3,6 AE van zijn ster vandaan. Hij is de tweede planeet gezien vanaf zijn ster. Zijn massa is 251,8 keer de massa van de Aarde en 0,54 keer de massa van Jupiter. De oppervlaktetemperatuur wordt geschat op -133°C. In de atmosfeer bevindt zich waarschijnlijk ammoniak.